# Pocumtuc

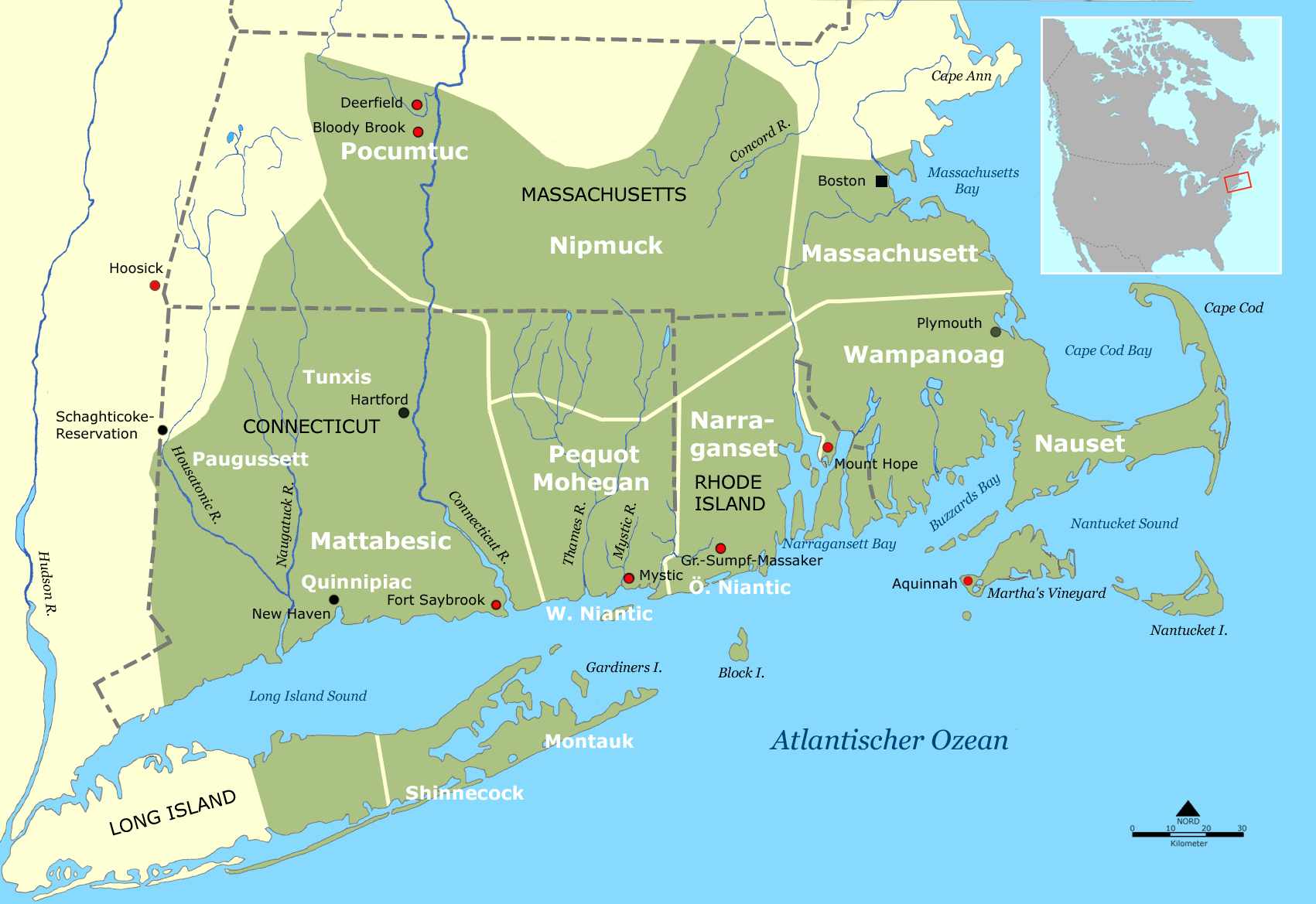
Wohngebiet der Pocumtuc und benachbarter Stämme um 1600

Die Pocumtuc oder Pocumtuck waren Algonkin sprechende Indianer, die im heutigen westlichen Massachusetts und den angrenzenden Gebieten von Connecticut, Vermont und New Hampshire lebten. Um 1600 schätzte man ihre Zahl auf mehr als 5.000 Personen. In der frühen Phase der europäischen Besiedlung bildeten die Pocumtuc, zusammen mit mehreren benachbarten Stämmen, eine lose Stammes-Konföderation, die sogenannte Pocumtuc-Konföderation.
Nach mehreren Kriegen und schweren Epidemien schlossen sie sich im 18. Jahrhundert als Teil der Abenaki der sich neu formierten Wabanaki-Konföderation im Norden sowie der Mahican-Konföderation im Westen an und hatten bald ihre separate Identität verloren.

## Wohngebiet
Das Wohngebiet der Pocumtuc erstreckte sich entlang des Connecticut Rivers (Quonnenektacut – „Langer Fluss“) im westlichen Massachusetts, etwa von der Grenze zu Connecticut nordwärts bis in das südliche Vermont und das südwestliche New Hampshire. Ihr Hauptdorf trug den Stammesnamen und lag in der Nähe des heutigen Deerfield, deshalb nannte man sie auch oft Deerfield Indianer. Wie andere Neuengland-Stämme waren sie halbsesshaft und wanderten saisonal zwischen relativ gleichbleibenden Orten. Ihre Hauptnahrung war von Frauen angebauter Mais sowie Fisch und Wild.

## Bevölkerung
Es ist anzunehmen, dass die Pocumtuc um das Jahr 1600 mehr als 5000 Stammesangehörige hatten. Doch bereits nach dem King Philip’s War (1675–1676) gab es kaum noch Überlebende, denn in den vergangenen 75 Jahren hatte eine ununterbrochene Folge von verheerenden Epidemien und Kriegen gegen die Irokesen und Engländer den Stamm nahezu vernichtet. Eine kleine Gruppe, die aus etwa 600 geflohenen Pocumtuc und Nipmuck bestand, fand Zuflucht im Mahican-Dorf bei Schaghticoke am Hudson River. Eine weitere Gruppe zog nach Norden zu den Westlichen Abenaki, entweder nach Missisquoi oder nach Saint Francis in Québec. Nach und nach gingen auch die Pocumtuc und Nipmuck aus Schaghticoke zu den Westlichen Abenaki. Vermutlich sind heute einige der in Vermont und Québec lebenden Westlichen Abenaki Nachfahren der Pocumtuc.

## Zugehörige Gruppen
Die Pocumtuc bestanden aus mehreren Gruppen, die meist nach ihrem Hauptdorf benannt waren und sich Anfang des 18. Jahrhunderts meist den Abenaki oder Mahican anschlossen:
- Agawam, auch Ag(g)awom(e), Agawanus, Onkowam, Igwam oder Auguam:[3] Ihr gleichnamiges Hauptdorf lag nahe dem heutigen Agawam, direkt gegenüber von Springfield, Massachusetts. Sie lebten am Unterlauf des Westfield River (früher: (West) Agawam River, der Oberlauf war als Woronoake River bekannt), sowie am Westufer des Connecticut River. Sie wurden manchmal jedoch als Nipmuck betrachtet.
- Mayawaug („wo Pfade, Flüsse oder Grenzen zusammenkommen“)[4] Ihr Hauptdorf lag im Tal des Connecticut River nahe dem heutigen (West) Suffield im Norden von Connecticut.
- Nameroke: Ihr gleichnamiges Hauptdorf lag nahe dem heutigen Enfield im Norden von Connecticut, östlich von Mayawaug.
- Mattabesic
- Nonotuck, auch Nonotuc, Nanotuck oder Nonotucke („inmitten des (Connecticut) Flusses“):[5] Das gleichnamige Hauptdorf lag nahe dem heutigen Northampton im Westen von Massachusetts und waren wahrscheinlich mit den Norvottuck identisch.
- Norvottuck, auch Norwottuck, Norwotog, Nalvotogy, Nalwotogg oder Nolwotogg („inmitten des (Connecticut) Flusses“): Sie lebten beiderseits des Connecticut Rivers in der Umgebung des heutigen Hatfield sowie Hadley im Westen von Massachusetts, ihr gleichnamiges Hauptdorf lag nahe Hadley, waren wahrscheinlich mit den Nonotuck identisch.
- Pachasock: Sie lebten entlang des Oberlaufs des Westfield River in der Nähe des heutigen Westfield sowie West Springfield im Südwesten von Massachusetts und nannten ihr Stammesgebiet daher auch Woronoco („Land der Flusswindungen“).
- Peskeompscut: Ihr Hauptdorf lag bei ihren bevorzugten Fisch- und Lachsfanggründe am Connecticut River bei Peskeompscut („Große Wasserfälle“) und der heutigen Gemeinde Turners Falls in der Stadt Montague im Norden von Massachusetts.
- Pocumtuc, auch Pocumtuck, Pocomtook, Pocutucoder Pokamtakuke:  Ihr Hauptdorf Pocumtuck befand sich in der Nähe des heutigen Deerfield im Tal des Connecticut River im Nordwesten von Massachusetts, daher wurde oftmals die gesamten Pocumtuc-Konföderation als Deerfield Indians bezeichnet.
- Scitico, auch Squitkko: Ihr gleichnamiges Hauptdorf lag östlich des heutigen Enfield im Norden von Connecticut, somit östlich von Nameroke und Mayawaug.
- Sqawkeag, auch Squaeg oder Squakheag: Ihr gleichnamiges Hauptdorf befand sich nahe dem heutigen Northfield im Norden von Massachusetts, manchmal jedoch als Nipmuck betrachtet.
- Woronoake, auch Woronoco, Woronock, Woronoake oder Waranoke („Land der Flusswindungen“): Ihr Stammesgebiet Woronoco erstreckte sich entlang des Oberlaufs des Westfield River sowie dessen Nebenflüssen im Südwesten von Massachusetts und bewohnten drei Dörfer, jeweils unter der Führung eines Sachems oder Sagamore.[6][7]

## Kultur
Wie ihre Nachbarn waren auch die Pocumtuc halbsesshaft und zogen im Jahres-Zyklus zu den Hauptnahrungsquellen. Sie betrieben Feldbau in den fruchtbaren Flussniederungen und pflanzten Mais, Bohnen und Squash. Ihr Wohngebiet war außerdem reich an Wild und im Frühling zogen große Fisch-Schwärme den Connecticut River und seine Nebenflüsse hinauf. Bestimmte Stellen am Fluss, wo man die Fische möglichst leicht fangen konnte, waren gefragte Lagerplätze. Fische, die in den Zeiten des Überflusses gefangen wurden, trocknete man auf Gerüsten in der Sonne oder über rauchendem Feuer und verzehrte sie später.
Neben der stark frequentierten Nord-Süd-Handelsroute entlang des Connecticut Rivers gab es auch mehrere wichtige Ost-West-Verbindungen quer durchs Pocumtuc-Wohngebiet, zum Beispiel den Mohawk-Trail, der die Indianer des Binnenlandes mit denen an der Atlantik-Küste verband. Damit hatten die Pocumtuc gute Handelsbeziehungen zu anderen Stämmen und Zugang zu Waren aus dem Inland und von der Küste.
Mit den benachbarten Mohawk im Westen führten sie fast ununterbrochen Krieg. Ihre größeren Dörfer waren deshalb stark befestigt und alle Pocumtuc-Stämme hatten sich zum wechselseitigen Schutz in einer lockeren Konföderation verbündet.

## Geschichte

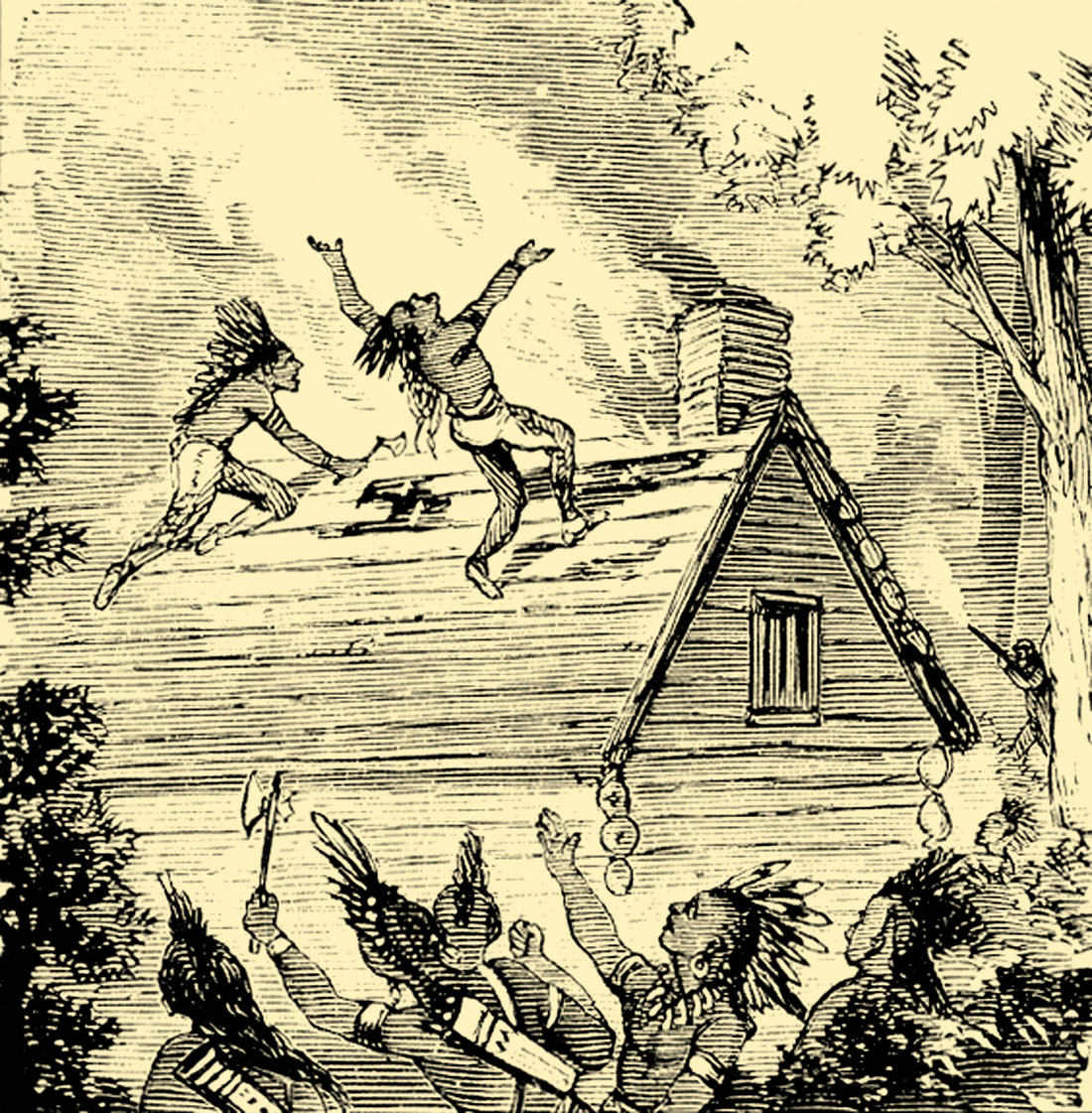
Überfall der Pocumtuc auf Deerfield (Massachusetts)

Die europäische Besiedlung des Binnenlandes drang schnell nach Norden und Westen vor. Agawam wurde 1636 besiedelt, aber Pocumtuc (Deerfield), den Connecticut River weniger als 60 Kilometer flussaufwärts, wurde erst 1669 gegründet, und zu dieser Zeit gab es noch weite unbesiedelte Gebiete zwischen den westlichen Außenposten der Kolonien und dem Connecticut-Tal. Deshalb hatten die Indianer im Landesinneren eine spätere Berührung mit der europäischen Kultur als ihre Nachbarn an der Küste.
Der Krieg zwischen den Mohawk einerseits und den Mahican und Pocumtuc andererseits über die Kontrolle des wildreichen Berglands zwischen dem Hudson und Connecticut River bestand allerdings schon viele Jahre vor dem Eintreffen der Europäer. Die Pocumtuc waren mit den Mahican durch eine gemeinsame Sprache und Kultur eng verbunden und demzufolge auch am Konflikt der Mahican mit den Mohawk beteiligt. Ein Zwischenfall aus dem Jahre 1606 ist bekannt, als eine größere Kriegerschar der Mohawk das befestigte Pocumtuc-Dorf bei Deerfield angriff.

### Holländer und Engländer
Die Holländer betraten um 1610 das Land der Pocumtuc und eine ihrer ersten Aufgaben war es, einen Waffenstillstand zwischen den verfeindeten Parteien zu vermitteln. Sie wollten mit allen Stämmen Handel treiben und benötigten sieben Jahre für einen brüchigen Waffenstillstand. Als die Mohawk jedoch erkannten, dass Holländer und Mahican neue Handelsverbindungen in das Tal des Sankt-Lorenz-Stroms zu ihren Feinden, den dortigen Algonkin und Wyandot, erschlossen, griffen sie 1624 erneut zu den Waffen.
Auch die Alliierten der Mahican, die Pocumtuc und Sokoki, wurden in diesen Krieg hineingezogen. Im Jahr 1628 erlitten die Mahican eine Niederlage und mussten sich auf die Ostseite des Hudson Rivers zurückziehen. Die Mohawk richteten danach ihre Aufmerksamkeit auf die Verbündeten der Mahican und griffen die Sokoki-Dörfer im Norden an. Die Pocumtuc wurden durch die Dörfer der Mahican am oberen Housatonic Rivers und im westlichen Massachusetts relativ gut vor den Mohawk geschützt.
Eine verheerende Pocken-Epidemie suchte in den Jahren 1633 bis 1635 das gesamte südliche Neuengland heim und mindestens 500 Pocumtuc fielen ihr zum Opfer. Um 1633 reisten englische Händler aus Boston und Plymouth nach Westen und erreichten den Connecticut River. Ihren ersten ständigen Handelsposten errichteten sie südlich des Stammesgebiets der Pocumtuc beim heutigen Windsor in Connecticut und unterbrachen damit alle Pelzlieferungen an die Holländer flussabwärts zum unteren Connecticut River.
Die Holländer sahen ihren Pelzhandel in der Region gefährdet und befestigten im Gegenzug ihren Handelspostens beim heutigen Hartford. Die Engländer wiederum errichteten Fort Saybrook an der Mündung des Flusses und damit waren die Holländer von Neuamsterdam völlig abgeschnitten. Weitere englische Siedlungen folgten und bald war das gesamte Tal des unteren Connecticut Rivers gegen den Widerstand der Pequot von britischen Kolonisten besetzt.

### Pequot- und Wappinger-Krieg
Im Jahre 1637 wurden die Pequot im Pequot-Krieg von den Engländern vernichtend geschlagen. Danach konnten die Kolonisten das gesamte Connecticut widerstandslos besiedeln, während die Mohegan unter ihrem Sachem Uncas und mit englischer Unterstützung zum beherrschenden Stamm der Region aufstiegen. Die plötzliche Macht der Mohegan führte zur Unruhe bei den benachbarten Stämmen und im Jahr 1640 zur Bildung einer Allianz zwischen Pocumtuc, Narraganset und Mattabesic. Trotzdem besiegten die Mohegan 1643 die Narraganset bei Shetucket, unterwarfen mehrere Mattabesic-Stämme im westlichen Connecticut und alle mussten an die Mohegan Tribut zahlen.
Die Briten und Holländer rüsteten gleichermaßen die mit ihnen verbündeten Stämme mit Schusswaffen aus und in der Folgezeit eskalierte die Gewalt im südwestlichen Neuengland. Die Wappinger am unteren Hudson River flüchteten vor den Mohawk zu den Holländern, wurden jedoch von holländischen Soldaten bei Pavonia angegriffen, die 80 Wappinger töteten. Damit kam es zum Ausbruch des Wappinger-Kriegs (1643–1645), in den außer den Wappingern die Lenni Lenape in New Jersey und einige Gruppen der Metoac im westlichen Long Island verwickelt wurden. Die Holländer ersuchten die Mahican und Mohawk um Hilfe und sogar englische Kolonisten aus Connecticut unterstützten die Holländer. 1645 wurden die Lenni Lenape geschlagen und erlitten schwere Verluste. Einige von ihnen gingen zu den Mahican, während andere von den Pocumtuc aufgenommen wurden.

### Irokesenkriege
Die Wyandot oder Huronen waren die Erzfeinde der Stämme der Irokesen-Liga, mit denen sie beim Pelzhandel konkurrierten. Im Winter 1648/49 wurden sie von den Irokesen überfallen und versetzten die französischen, englischen und holländischen Kolonien in Aufruhr. Die Wyandot, vormals ein Volk von über 16.000 Angehörigen, wurden durch europäische Krankheiten und Irokesen buchstäblich ausgelöscht. Die Franzosen unterstützten, angesichts der irokesischen Bedrohung ihrer Siedlungen und des Pelzhandels, eine Allianz der Pocumtuc, Sokoki, Penacook und Mahican gegen die Irokesen. Auch die Engländer forderte man zum Beitritt auf, doch sie misstrauten den Franzosen und lehnten ab. Die neue Allianz bewirkte zunächst ein Ende der irokesischen Angriffe, weil die Mohawk sich auf den Krieg gegen die Susquehannock in Pennsylvania konzentrieren mussten. Dieser Konflikt endete 1655 und danach wandten sich die Mohawk wieder in aller Heftigkeit gegen ihre Feinde im Osten.
Die Pocumtuc befanden sich nun zwischen zwei Fronten. Im Westen hatten sie sich gegen die Irokesen zu verteidigen, im Südosten mussten sie den mit ihnen verbündeten Mattabesic gegen die Mohegan beistehen. Im Winter 1658/59 gab es einen kurzen Krieg, in dem der Pocumtuc-Sachem Onapequin eine Strafexpedition gegen Mohegan-Dörfer führte. Der Krieg gegen die Mohawk jedoch war keinesfalls kurz, dehnte sich über das gesamte westliche und nördliche Neuengland aus und 1660 hatte er die Östlichen Abenaki in Maine erreicht. Um 1662 befanden sich die Irokesen tatsächlich mit allen Algonkin in Neuengland im Krieg, mit Ausnahme der Stämme im Südosten, den Wampanoag, Nauset, Narraganset, Niantic und Mohegan.
Englische und französische Händler hatten die Algonkin gut mit Schusswaffen ausgerüstet und ihnen damit ermöglicht, sich zunächst gegen die Irokesen zu behaupten. Die feindlichen Kriegstrupps zogen in beiden Richtungen entlang des Mohawk-Trails zu wechselseitigen Überfällen. 1663 griffen Krieger aus Squawkeag die östlichen Mohawk-Dörfer an, doch schon zu dieser Zeit waren die Mahican aus dem Hudson-Tal vertrieben worden und zum Housatonic River im westlichen Massachusetts geflüchtet. Im Sommer 1663 hatten die Pocumtuc die ärgsten Angriffe zu erleiden und baten die Holländer, als Friedensvermittler tätig zu werden. Dieser Versuch blieb allerdings erfolglos und im Dezember überfiel ein großer Trupp Mohawk- und Seneca-Krieger das Hauptdorf der Pocumtuc bei Fort Hill, heute Deerfield in Massachusetts. Der Angriff schlug fehl und die Irokesen verloren mehr als 200 Krieger, aber die Pocumtuc hatten nun keine wehrfähigen Männer mehr. Die Penacook und Sokoki schickten Krieger als Verstärkung, doch im Frühling 1664 gaben die Pocumtuc ihr Hauptdorf endgültig auf.
Die Pocumtuc waren kriegsmüde und ersuchten die Mohawk um Friedensverhandlungen. Die Alliierten der Pocumtuc waren jedoch nicht einverstanden und versuchten mit allen Mitteln, einen Friedensschluss zu verhindern. Die irokesischen Unterhändler wurden auf dem Weg zu den Pocumtuc ermordet und mehrere Mohawk-Dörfer von Sokoki und Mahican überfallen. Als Konsequenz starteten die Mohawk ihrerseits Überfälle auf Pocumtuc-Dörfer. Squawkeag überstand den Krieg mit einer gemischten Bevölkerung, die sich aus Angehörigen der Pocumtuc, Sokoki und Nipmuck zusammensetzte, doch die übrigen Pocumtuc mussten nach Süden zu den Agawam und Norvottuck oder nach Osten zu den Penacook flüchten.
Inzwischen hatten die Engländer Neuamsterdam von den Holländern übernommen und nannten es New York. Sie schlossen einen Freundschafts- und Handelsvertrag mit den Mohawk, die nun nicht mehr befürchten mussten, in einen Krieg gegen die Engländer verwickelt zu werden. Das nächste Angriffsziel der Mohawk waren nun die Alliierten der Pocumtuc, die Sokoki und Penacook, im Osten. Zu dieser Zeit brachen die englischen Händler ihre Beziehungen zu den Algonkin ab und zogen nach Albany, um die Irokesen als neue Handelspartner zu gewinnen.
Im Winter 1665/66 kamen 1.200 französischen Soldaten in Kanada an und ihre Angriffe auf Mohawk-Dörfer brachten den bedrängten Algonkin Entsatz. Die Mohawk wiederum baten die Briten um Hilfe und der zuvor abgeschlossene Handelsvertrag wurde in eine militärische Allianz umgewandelt. Im Sommer 1666 führten die Mohawk Angriffe auf die Penacook, Sokoki und Kennebec. Um 1668 waren die Penacook aus ihrer Heimat in New Hampshire in das Gebiet der Östlichen Abenaki im südlichen Maine geflüchtet. Die Engländer aber sahen tatenlos und vermutlich hocherfreut zu, wie die Mohawk die im südlichen und westlichen Neuengland lebenden Algonkin aus dem Land vertrieben und den Weg zur Besiedlung frei machten.
Eine Flut von neuen puritanischen Einwanderern kam ins Land, von denen viele im jetzt nahezu menschenleeren Connecticut-Tal siedelten. Um 1670 schoben sich die englischen Siedlungen den Connecticut River aufwärts bis in das westliche Massachusetts, der Heimat der Pocumtuc. Es entstanden die heutigen Orte Westfield, Northampton, Hadley, Hatfield, Deerfield und Northfield. Die Mohawk kamen jedes Jahr, um Tributzahlungen von den wenigen noch dort lebenden Pocumtuc einzufordern.

### King Philip’s War

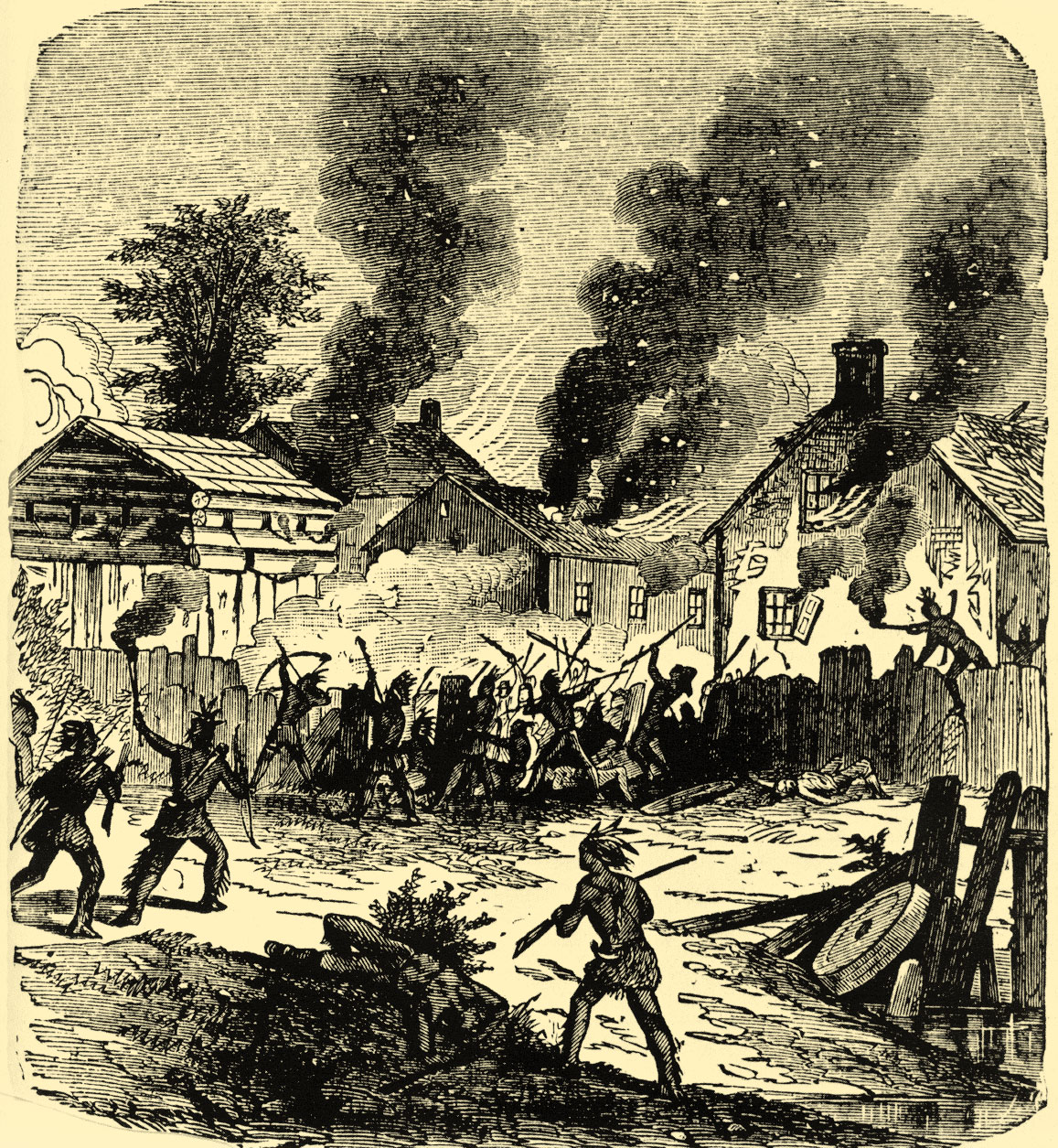
Belagerung von Brookfield (Connecticut) im King Philip's War

Die in Massachusetts verbliebenen Pocumtuc kämpften im King Philip’s War (1675–1676) auf der Seite King Philips und der Wampanoag, einer lockeren Föderation von Stämmen in Massachusetts und Rhode Island, gegen die Engländer. Ende Juni 1675 wurde ein Wampanoag in der Nähe der englischen Siedlung Swansea getötet. Damit begann der King Philip’s War.
Trotz der Vorwarnungen und ihrer Überzahl bekamen die Engländer zunächst große Probleme. Die Wampanoag und ihre Alliierten waren mit Feuerwaffen gut ausgerüstet, zum Teil durch die Franzosen, aber auch durch die Engländer selbst. Nach einer Serie von Überfällen auf Siedlungen im südöstlichen Massachusetts wich Philip im Juli 1675 geschickt den englischen Truppen aus und zog nach Westen ins Nipmuck-Gebiet, um dort den Krieg im Connecticut-Tal fortzusetzen.
Verstärkt durch Nipmuck-Krieger unter Sachem Sam und Pocumtuc-Krieger unter Sachem Sancumachu griff Philip mit seinen Wampanoag im September Northfield und Deerfield an, während 700 Pocumtuc eine ganze Abteilung englischer Truppen in der Nähe von Hadley auslöschten. Die Überfälle verlagerten sich weiter nach Süden und trafen die Siedlungen und Farmen bei Westfield, Northampton und Springfield. Selbst die Agawam, die immer als Freunde der Engländer galten, liefen zu Philip über. Zu Beginn des Winters sah die Lage der Engländer kritisch aus und sie waren gezwungen, sich in ihren Forts zu verschanzen.
Aber trotz Waffen und Munition im Überfluss und einer ausreichenden Zahl an Kriegern hatte Philip das gleiche Problem, das alle Indianer bei ihren Kriegen gegen Europäer beklagten: Er war nicht in der Lage, eine Kriegstruppe dieser Größe über längere Zeit zu ernähren. Um einer Hungersnot im Winterlager bei Hoosick zu entgehen, verließ Philip das Lager und zog mit einer großen Streitmacht nach Squawkeag. Er konnte nicht länger auf wärmeres Wetter warten, sondern startete im Februar 1676 eine Serie von Überfällen im gesamten südlichen Neuengland. Philips Krieger hungerten weiterhin und als die Engländer im Mai ein Lager in der Nähe von Turner's Falls angriffen, töteten sie 400 entkräftete Indianer einschließlich des Pocumtuc-Sachems Sanchumachu.
Langsam zerfiel die Allianz und Philip flüchtete mit seinen Wampanoag ins südöstliche Massachusetts. Während der Sommermonate entzog sich Philip den Verfolgern und fand ein Versteck bei Mount Hope. Im August wurde er jedoch von indianischen Spähern im Dienst der Engländer entdeckt und 173 Wampanoag fanden den Tod oder gerieten in Gefangenschaft. Philip entging nur knapp der Festnahme, aber unter den Gefangenen waren seine Frau und sein neunjähriger Sohn. In Plymouth wurden sie auf ein Sklavenschiff gebracht und nach Westindien verkauft. Am 12. August 1676 umstellten britische Truppen Philips Lager und kurz danach wurde er von einem indianischen Scout erschossen. Man schnitt ihm den Kopf ab und stellte ihn 20 Jahre lang in Plymouth auf einem Pfahl zur Schau.

### Kolonialkriege
Die Engländer und Mohawk jagten Philips Verbündete und brannten die Maisfelder der Indianer bei Squawkeag nieder. Die Reste der daheim gebliebenen Pocumtuc mussten flüchten. Viele von ihnen zogen nach Norden zu den Sokoki und mit ihnen gemeinsam weiter nach Missisquoi, Cowass und Saint Francis in Québec. Andere gingen nach Westen zu den Mahican ins Tal des Housatonic Rivers oder nahmen das Angebot des Gouverneurs von New York an, der ihnen Asyl in Schaghticoke zusicherte. Nur wenige Gruppen der Pocumtuc blieben bis ins 19. Jahrhundert im Tal des Connecticut Rivers. Vermischt mit Nipmuck und Flüchtlingen anderer Stämme aus Neuengland war es bald unmöglich, die Stammesidentität zu bewahren. In der Folgezeit wurden die Einwohner von Schaghticoke von den Engländern River-Indianer oder Schaghticoke genannt.
Im Herbst 1677 unternahm ein Sachem der Norvottuck namens Ashpelon eine Serie von Überfällen auf Dearfield und Hatfield. Eine reale Chance zur Vergeltung bekamen die Pocumtuc im King William’s War (1689–1697) und im Queen Anne’s War (1701–1713). In den Kolonialkriegen zwischen Frankreich und England brachten die Sokoki und Saint-Francis-Indianer als Verbündete der Franzosen Tod und Verderben über das gesamte Neuengland. Am 29. Februar 1704 beteiligten sich einige hundert Abenaki, Pocumtuc und Angehörige anderer Gruppen gemeinsam mit französischen Soldaten unter ihrem Anführer Jean-Baptiste Hertel de Rouville am Raid on Deerfield, brannten die Stadt teilweise ab, töteten 47 englische Siedler und entführten 122 nach Montreal. Viele von ihnen starben auf dem Weg.
Die meisten Pocumtuc und Nipmuck jedoch, die als Flüchtlinge in Schaghticoke lebten, befanden sich meist in der misslichen Rolle von neutralen Beobachtern. Ihr Verhalten wurde von den Engländern misstrauisch beobachtet, denn ihre kämpfenden Verwandten hatten nur Verachtung für sie übrig. So kam es zu einem ständigen Exodus von Schaghticoke nach Kanada, bis die letzten 60 Schaghticoke-Indianer im Jahre 1757 nach Saint Francis gezogen waren.

### Gray Lock
Gray Lock war ein Pocumtuc aus Schaghticoke vom Stamm der Waranoke. Nachdem er zu den Sokoki in Missisquoi gezogen war, machte er sich einen Namen als gefürchteter und erfolgreicher Führer. Im sogenannten Gray Lock's War (1723–1727) terrorisierte er von einem Versteck bei Missisquoi aus das gesamte westliche Neuengland. Die Engländer waren nicht in der Lage, ihn zu fangen, zu töten oder seine gefürchteten Überfälle zu stoppen. Nachdem der Dummer's War in Maine 1725 mit der Niederlage der Östlichen Abenaki und einem Friedensvertrag beendet war, schickten die Engländer Geschenke und ein Friedensangebot an Gray Lock, doch als Antwort erfolgten weitere Überfälle. Der Gouverneur von New York, die Irokesen und die Penobscot unternahmen Vermittlungsversuche, doch Gray Lock ignorierte alle. Gray Lock war nachweislich nicht anwesend, als im Juli 1727 in Montreal ein Friedensvertrag zwischen England und Frankreich unterzeichnet wurde. Doch kurz darauf beendete er den Krieg, ohne jemals einen Vertrag mit den Engländern abzuschließen. Gray Lock wurde 70 Jahre alt und der höchste Berg Massachusetts, der 1064 m hohe Mount Greylock, trägt seinen Namen.

### 19. und 20. Jahrhundert
Wie die anderen Westlichen Abenaki flohen auch viele Sokoki und die Nachfahren der Pocumtuc nach Kanada und siedelten in Saint Francis und Bécancour, wo sie zum katholischen Glauben konvertierten und zum Teil neue Namen von Heiligen der christlichen Kirche annahmen, wie St. Germain und St. Francis. Im Krieg von 1812 stellten die Einwohner aus Saint Francis Indianer und Bécancour zwei Kompanien für die britischen Streitkräfte und bezeichnen heute diese Teilnahme als das letzte Mal, bei dem sie auf dem Kriegspfad waren, obwohl viele von ihnen an beiden Weltkriegen teilgenommen haben. Nach dem Krieg von 1812 wurden Teile der östlichen Ländereien an weiße Veteranen übergeben und besiedelt, die damit für die Ureinwohner ihren Wert als Gebiet zum Jagen und Fallenstellen verloren. Die meisten Stammesmitglieder zogen in neue Jagdgründe nördlich des Sankt-Lorenz-Stroms, in ein Gebiet, das den Algonkin von Trois Rivières gehörte, von diesen aber in den 1830er Jahren verlassen wurde. Dennoch kehrten einige Familien zur Jagd, zum Fischfang und als Führer für Landvermesser und Touristen in ihre alte Heimat in den Vereinigten Staaten zurück.
Einige Sokoki sind in St. Francis und Bécancour geblieben, obwohl viele Gruppen diese Orte im Laufe der Jahre verlassen haben. Heute sind Angehörige der Sokoki in ganz Neuengland verstreut, viele gingen auch in die großen Städte, wie Boston, um Arbeit zu finden. Weder der Bundesstaat Vermont noch die USA haben jemals Landansprüche oder den Stammes-Status der dort lebenden Sokoki anerkannt. Die Sokoki, heute organisiert in der St. Francis/Sokoki Band, meldeten zahlreiche Besitzansprüche für Teile ihres alten Wohngebietes an, doch alle wurden bisher abgelehnt. Auch der 1982 gestellte Antrag auf staatliche Anerkennung ist bis heute nicht entschieden.